# Cuil
Cuil (/ˈkuːl/ KOOL) este numele unui motor de căutare, lansat la 28 iulie 2008 de Tom Costello și soția sa, Anna Patterson, foști angajați ai companiei Google, care folosea peste 120 de miliarde de pagini internet pentru baza sa de date.
Spre deosebire de Google, care ia în calcul numărul și calitatea legăturilor care te duc de la o pagină la alta, Cuil încearcă să și proceseze informațiile găsite în pagină și să înțeleagă mai bine termenii de căutare folosiți de utilizatori. Cuil caută în pagini web cuvântul-cheie introdus de persoană, după care analizează restul textului din pagini, pentru a defalca diferitele accepții ale cuvântului. În pagina de prezentare se dă exemplul cuvântului-cheie jaguar. Acesta se poate referi la o felină, un automobil sau la un sistem de operare. Cuil sortează rezultatele căutării în funcție de aceste contexte.
O altă deosebire față de Google este că Cuil a hotărât să nu rețină nici un fel de informații despre ceea ce caută utilizatorii pe internet.
Lansarea motorului de căutare a fost anunțată din vreme, publicitatea care a precedat lansarea stârnind curiozitatea multor potențiali utilizatori. Numărul mare de accesări, mult peste așteptări, a făcut ca motorul să afișeze rezultate eronate, spre deosebire de alte programe similare care atunci când sunt suprasolicitate, fie încetinesc fie întrerup căutarea. Lansarea fără o variantă beta, de preevaluare, a fost un prim insucces.
Cuil a fost închis în septembrie 2010. Curând după aceea, Anna Patterson s-a întors la Google pe post de cercetător. Google a cumpărat apoi șapte patente înregistrate de Cuil pentru interfața cu utilizatorii.

## Istorie
Cuil a lansat în iulie 2008 un index de 121.617.892.992 pagini web.

### Închidere
PC Magazine a raportat că în dimineața zilei de 17 septembrie 2010 "angajații au fost informați despre decesul lui Cuil [...], iar serverele au fost deconectate cinci ore mai târziu".

## Caracteristici
Un utilizator s-ar putea conecta la contul lor prin Facebook prin intermediul Cuil, care va căuta apoi actualizări de prietenie pentru subiecte, cu link-uri de căutare. Un utilizator putea de asemenea să trimită mesaje prietenilor prin intermediul la Cuil.
Cuil a lucrat la o enciclopedie automată numită Cpedia, construită prin rezumarea algoritmică și gruparea de idei pe web pentru a crea rapoarte asemănătoare cu cele de tip enciclopedie. În loc să afișeze rezultatele căutării, Cuil ar arăta articole Cpedia care să corespundă termenilor căutați. Acest obiectiv a fost menit să reducă duplicarea prin combinarea informațiilor într-un singur document.
Cuil a fost disponibil în 8 limbi: engleză, franceză, germană, italiană, poloneză, portugheză, spaniolă și turcă, cu mai multe limbi planificat pentru viitor.

## Critici
Cuil a primit o acoperire de presă critică pe scară largă. Au fost exprimate îngrijorări cu privire la timpii de reacție lentați ai site-ului, rezultatele căutării irelevante sau greșite și în cel puțin un caz, imagini pornografice necorespunzătoare afișate alături de rezultatele căutării. Danny Sullivan de la Search Engine Watch a pus sub semnul întrebării validitatea susținerii lui Cuil că are cel mai mare indice de motoare de căutare din lume și l-a criticat pentru că se concentrează pe dimensiune și nu pe relevanță. Cu toate acestea, în ciuda problemelor raportate cu rezultatele căutării, Net Applications a raportat că în ultimele trei zile ale lunii iulie 2008, Cuil a bătut Google și Yahoo în timpul petrecut pe un site după trimiterea de la un motor de căutare.